# Coventry Carol
Le Coventry Carol est un chant de Noël anglais datant du XVIe siècle. Ce chant était traditionnellement joué à Coventry, en Angleterre, dans le cadre d'un mystère intitulé The Pageant of the Shearmen and Tailors, inspiré du chapitre 2 de l'Évangile de Matthieu. Le chant lui-même fait référence au Massacre des Innocents, au cours duquel Hérode a ordonné que tous les enfants mâles de moins de deux ans de Bethléem soient tués, et prend la forme d'une berceuse chantée par les mères des enfants condamnés.
La musique contient un exemple de tierce picarde. L'auteur est inconnu ; le plus ancien texte connu a été écrit par Robert Croo en 1534, et la plus ancienne version connue de la mélodie date de 1591. Il existe d'autres versions plus récentes de ce chant, dues à des compositeurs tels que Kenneth Leighton, Philip Stopford ou Michael McGlynn.